# Fedcupový tým Ruska
Rusko v Billie Jean King Cupu reprezentuje Rusko v tenisové soutěži ženských týmů od roku 1993 pod vedením národního svazu Ruské tenisové federace. V letech 1968–1991 ruské tenistky reprezentovaly Sovětský svaz. Po rozpadu země pak v ročníku 1992 nastoupily za Společenství nezávislých států. Od roku 1993 hrají za Ruskou federaci, které Mezinárodní tenisová federace započítala sovětské výsledky a statistiky.
Rusko vyhrálo ročníky 2004, 2005, 2007, 2008 a 2021, naposledy pod neutrálním statusem Ruské tenisové federace. Ruský výběr se tak stal nejúspěšnějším celkem prvního desetiletí třetího tisíciletí. Jako poražený finalista skončil v letech 1988, 1990, 1999, 2001, 2011, 2013 a 2015.
Po ruské invazi na Ukrajinu v závěru února 2022 byly reprezentace Ruska a Běloruska do odvolání vyloučeny ze soutěže. Bělorusko poskytlo ruské armádě zázemí k napadení.
Nejvyšší počet 67 utkání, včetně nástupnické lotyšské reprezentace, vyhrála Larisa Savčenková, která zaznamenala i nejvíce vítězných dvouher v rekordním počtu 57 mezistátních zápasů něhem 18 ročníků.

## Statistiky
Hráčským týmovým statistikám vévodí bývalá světová třináctka Larisa Savčenková, která včetně duelů za nástupnickou lotyšskou reprezentaci vyhrála 67 utkání, z toho rekordních 38 čtyřher. Nastoupila i do nejvyššího počtu 57 mezistátních zápasů v osmnácti ročnících. Nejvíce, 35 vítězných dvouher zaznamenala Nataša Zverevová, opět i se zahrnutím běloruských střetnutí.
Dvacet a více utkání vyhrály Larisa Savčenková, Nataša Zverevová, Světlana Kuzněcovová, Jelena Dementěvová, Jelena Lichovcevová, Jelena Makarovová a Světlana Černěvová. Jako nejmladší členka týmu do soutěže zasáhla Anna Kurnikovová, když ve 14 letech a 320 dnech odehrála utkání dubnové 1. skupiny euroafrické zóny 1996 proti Slovinsku. Naopak nejstarší Ruskou v soutěži se stala Jelena Vesninová, jíž bylo 31 let a 264 dní v dubnové druhé světové baráži 2018 s Lotyšskem. Nejdelší šňůru neporazitelnosti Rusky vytvořily mezi lety 1997–1999, kdy nenašly přemožitelky ve dvanácti mezistátních duelech. Obrat ze stavu 0–2 se Rusku podařil dvakrát, v úvodu Světové skupiny 2011 proti Francii a ve světovém semifinále 2013 se Slovenskem.

## Historie

### 2011–2015
První listopadový víkend Rusky podlehly v moskevském finále Světové skupiny 2011 Česku 2–3 na zápasy, když o vítězi ročníku rozhodla až závěrečná čtyřhra.

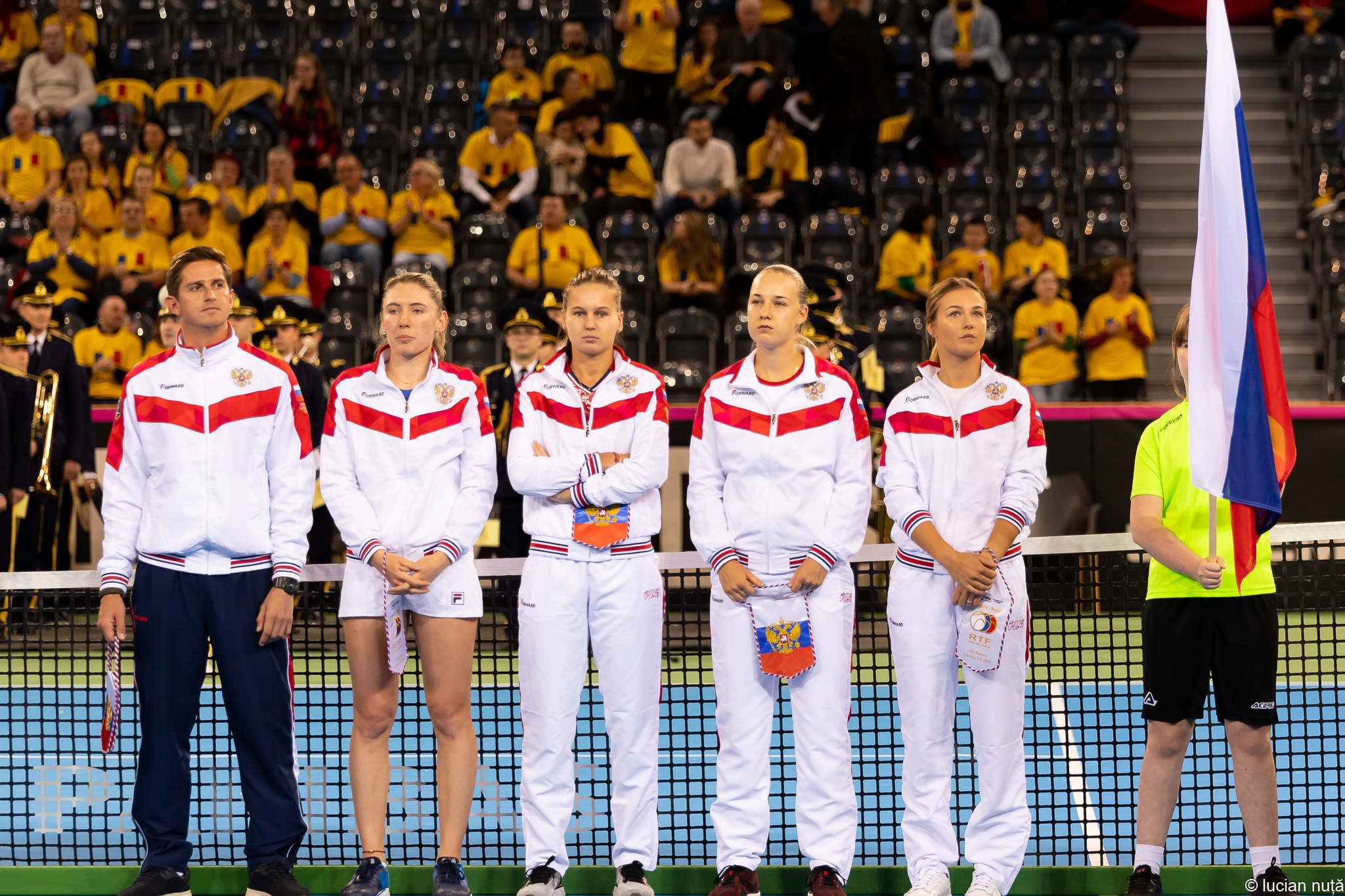
Rusko v kvalifikačním kole 2021 proti Rumunsku: kapitán Andrejev, Alexandrovová, Kuděrmetovová, Blinkovová a Kalinská

V roce 2012 porazilo Rusko na úvod Světové skupiny Španělky 3–2. V dubnovém semifinále pak v moskevské Megasport Aréně nestačilo na Srbsko 2–3 a proti srbským debutantkám mezi poslední čtyřkou přerušilo šňůru tří vzájemných výher. V moskevském čtvrtfinále Světové skupiny 2013 Rusky zdolaly Japonsko poměrem 3–2, když rozhodla závěrečná čtyřhra. V domácím semifinále přehrály stejným poměrem Slovensko, když otočily průběh ze stavu 0–2. Bez nejlepších hráček, které nenastoupily pro zranění nebo únavu, pak podlehly v cagliarském finále Itálii vysoko 0–4.
V úvodním kole Světové skupiny 2014 družstvo podlehlo Austrálii a po zvládnuté baráži s Argentinou se udrželo v elitní skupině.
Ve čtvrtfinále Fed Cupu 2015 si v krakovské aréně tenistky poradily s Polskem 4–0 na zápasy, když v prvním vzájemném měření sil týmů vyhrála obě dvouhry Maria Šarapovová. Po jednom bod přidaly Světlana Kuzněcovová i deblová dvojice Vitalija Ďjačenková s Anastasijí Pavljučenkovovou. V sočské aréně Adler rozhodla o postupu ze semifinále s Německem až závěrečná čtyřhra. Na antuce vyhrály Kuzněcovová i Pavljučenkovová, ale soupeřky srovnaly v nedělních singlech. V rozhodujícím deblu pak zvítězily Pavljučenkovová s Jelenou Vesninovou a družstvo prošlo do finále, opět po dvou letech, výsledkem 3–2. V pražském finále proti České republice prohrály 3–2 na zápasy až v rozhodující čtyřhře, kterou nezvládl pár Vesninová a Pavljučenkovová. Ruskám nepomohly ani dva výhrané singly světové čtyřky Marie Šarapovové, jež se finále účastnila poprvé. Češky dokázaly otočit nepříznivý vývoj ze stavu 1–2. Dvojka Makarovová do průběhu nezasáhla pro poranění nohy.

### 2016
V moskevském čtvrtfinále Světové skupiny Rusky překvapivě podlehly Nizozemsku 1–3. Po třech utkáních již měly soupeřky zajištěný postup vedením 3–0. Kiki Bertensová ani Richèl Hogenkampová přitom nefigurovaly v první stovce žebříčku WTA. Dvouhra mezi Kuzněcovovou a Hogenkampovou, jíž Nizozemka vyhrála 10–8 ve třetí sadě, se stala nejdelším zápasem v historii celé soutěže. Trvala přesně čtyři hodiny a překonala tak rekord utkání vítězné Portoričanky Vilmarie Castellviové s Kanaďankou Wozniakovou, který v roce 2005 trval 3:49 hodiny. Singlový duel nezvládla ani Jekatěrina Makarovová, když na úvod podlehla Bertensové.
V dubnové baráži o udržení ve Světové skupině pak družstvo bez hlavních opor podlehlo Bělorusku 2–3 na zápasy a sestoupilo do druhé světové skupiny pro rok 2017, poprvé od sezóny 1998. Dva body soupeřek získala členka elitní světové desítky Viktoria Azarenková a třetí přidala Aljaksandra Sasnovičová. Ruskou jedničkou se stala Darja Kasatkinová figurující ve čtvrté desítce klasifikace WTA.

## Výsledky

### 2000–2009
| Rok  | soutěž                          | datum             | místo                   | soupeř        | skóre | výsledek  |
| ---- | ------------------------------- | ----------------- | ----------------------- | ------------- | ----- | --------- |
| 2000 | Světová skupina, základní blok  | 27. dubna         | Moskva, Rusko           | Francie       | 0–3   | prohra    |
| 2000 | Světová skupina, základní blok  | 29. dubna         | Moskva, Rusko           | Austrálie     | 2–1   | výhra     |
| 2000 | Světová skupina, základní blok  | 30. dubna         | Moskva, Rusko           | Belgie        | 1–2   | prohra    |
| 2001 | Světová skupina, 2. kolo baráže | 21.–22. července  | Bratislava, Slovensko   | Slovensko     | 3–2   | výhra     |
| 2001 | Světová skupina, základní blok  | 7. listopadu      | Madrid, Španělsko       | Česko         | 2–1   | výhra     |
| 2001 | Světová skupina, základní blok  | 8. listopadu      | Madrid, Španělsko       | Argentina     | 3–0   | výhra     |
| 2001 | Světová skupina, základní blok  | 9. listopadu      | Madrid, Španělsko       | Francie       | 2–1   | výhra     |
| 2001 | Světová skupina, finále         | 11. listopadu     | Madrid, Španělsko       | Belgie        | 1–2   | prohra    |
| 2002 | Světová skupina, 1. kolo        | 28.–29. dubna     | Drážďany, Německo       | Německo       | 2–3   | prohra    |
| 2002 | Světová skupina, baráž          | 20.–21. dubna     | Peking, Čína            | Čína          | 5–0   | výhra     |
| 2003 | Světová skupina, 1. kolo        | 26.–27. dubna     | Moskva, Rusko           | Chorvatsko    | 4–1   | výhra     |
| 2003 | Světová skupina, čtvrtfinále    | 19.–20. července  | Portorož, Slovinsko     | Slovinsko     | 5–0   | výhra     |
| 2003 | Světová skupina, semifinále     | 19.–20. listopadu | Moskva, Rusko           | Francie       | 2–3   | prohra    |
| 2004 | Světová skupina, 1. kolo        | 24.–25. dubna     | Moskva, Rusko           | Austrálie     | 4–1   | výhra     |
| 2004 | Světová skupina, čtvrtfinále    | 10.–11. července  | Buenos Aires, Argentina | Argentina     | 4–1   | výhra     |
| 2004 | Světová skupina, semifinále     | 24.–25. září      | Moskva, Rusko           | Rakousko      | 5–0   | výhra     |
| 2004 | Světová skupina, finále         | 27.–28. listopadu | Moskva, Rusko           | Francie       | 3–2   | vítězství |
| 2005 | Světová skupina, 1. kolo        | 23.–24. dubna     | Brindisi, Itálie        | Itálie        | 4–1   | výhra     |
| 2005 | Světová skupina, semifinále     | 9.–10. července   | Moskva, Rusko           | Spojené státy | 4–1   | výhra     |
| 2005 | Světová skupina, finále         | 17.–18. září      | Paříž, Francie          | Francie       | 3–2   | vítězství |
| 2006 | Světová skupina, 1. kolo        | 22.–23. dubna     | Lutych, Belgie          | Belgie        | 2–3   | prohra    |
| 2006 | Světová skupina, baráž          | 15.–16. července  | Umag, Chorvatsko        | Chorvatsko    | 3–2   | výhra     |
| 2007 | Světová skupina, 1. kolo        | 21.–22. dubna     | Moskva, Rusko           | Španělsko     | 5–0   | výhra     |
| 2007 | Světová skupina, semifinále     | 14.–15. července  | Stowe, Spojené státy    | Spojené státy | 3–2   | výhra     |
| 2007 | Světová skupina, finále         | 15.–16. září      | Moskva, Rusko           | Itálie        | 4–0   | vítězství |
| 2008 | Světová skupina, 1. kolo        | 2.–3. února       | Ramat ha-Šaron, Izrael  | Izrael        | 4–1   | výhra     |
| 2008 | Světová skupina, semifinále     | 26.–27. dubna     | Moskva, Rusko           | Spojené státy | 3–2   | výhra     |
| 2008 | Světová skupina, finále         | 13.–14. září      | Madrid, Španělsko       | Španělsko     | 4–0   | vítězství |
| 2009 | Světová skupina, 1. kolo        | 7.–8. února       | Moskva, Rusko           | Čína          | 5–0   | výhra     |
| 2009 | Světová skupina, semifinále     | 25.–26. dubna     | Castellaneta, Itálie    | Itálie        | 1–4   | prohra    |

### 2010–2019
| Rok  | soutěž                                 | datum             | místo                     | soupeř        | skóre | výsledek |
| ---- | -------------------------------------- | ----------------- | ------------------------- | ------------- | ----- | -------- |
| 2010 | Světová skupina, 1. kolo               | 6.–7. února       | Bělehrad, Srbsko          | Srbsko        | 3–2   | výhra    |
| 2010 | Světová skupina, semifinále            | 24.–25. dubna     | Birmingham, Spojené státy | Spojené státy | 2–3   | prohra   |
| 2011 | Světová skupina, 1. kolo               | 5.–6. února       | Moskva, Rusko             | Francie       | 3–2   | výhra    |
| 2011 | Světová skupina, semifinále            | 16.–17. dubna     | Moskva, Rusko             | Itálie        | 5–0   | výhra    |
| 2011 | Světová skupina, finále                | 5.–6. listopadu   | Moskva, Rusko             | Česko         | 2–3   | prohra   |
| 2012 | Světová skupina, 1. kolo               | 4.–5. února       | Moskva, Rusko             | Španělsko     | 3–2   | výhra    |
| 2012 | Světová skupina, semifinále            | 21.–22. dubna     | Moskva, Rusko             | Srbsko        | 2–3   | prohra   |
| 2013 | Světová skupina, 1. kolo               | 9.–10. února      | Moskva, Rusko             | Japonsko      | 3–2   | výhra    |
| 2013 | Světová skupina, semifinále            | 20.–21. dubna     | Moskva, Rusko             | Slovensko     | 3–2   | výhra    |
| 2013 | Světová skupina, finále                | 2.–3. listopadu   | Cagliari, Itálie          | Itálie        | 0–4   | prohra   |
| 2014 | Světová skupina, 1. kolo               | 8.–9. února       | Hobart, Austrálie         | Austrálie     | 0–4   | prohra   |
| 2014 | Světová skupina, baráž                 | 19.–20. dubna     | Soči, Rusko               | Argentina     | 4–0   | výhra    |
| 2015 | Světová skupina, 1. kolo               | 7.–8. února       | Krakov, Polsko            | Polsko        | 4–0   | výhra    |
| 2015 | Světová skupina, semifinále            | 18.–19. dubna     | Soči, Rusko               | Německo       | 3–2   | výhra    |
| 2015 | Světová skupina, finále                | 14.–15. listopadu | Praha, Česko              | Česko         | 2–3   | prohra   |
| 2016 | Světová skupina, 1. kolo               | 6.–7. února       | Moskva, Rusko             | Nizozemsko    | 1–3   | prohra   |
| 2016 | Světová skupina, baráž                 | 16.–17. dubna     | Moskva, Rusko             | Bělorusko     | 2–3   | prohra   |
| 2017 | Světová skupina II, 1. kolo            | 11.–12. února     | Moskva, Rusko             | Tchaj-wan     | 4–1   | výhra    |
| 2017 | Světová skupina, baráž                 | 22.–23. dubna     | Moskva, Rusko             | Belgie        | 2–3   | prohra   |
| 2018 | Světová skupina II, 1. kolo            | 10.–11. února     | Bratislava, Slovensko     | Slovensko     | 1–4   | prohra   |
| 2018 | Světová skupina II, baráž              | 21.–22. dubna     | Chanty-Mansijsk, Rusko    | Lotyšsko      | 2–3   | prohra   |
| 2019 | Zóna Evropy a Afriky, blok 1. skupiny  | 6. února          | Zelená Hora, Polsko       | Polsko        | 2–1   | výhra    |
| 2019 | Zóna Evropy a Afriky, blok 1. skupiny  | 7. února          | Zelená Hora, Polsko       | Dánsko        | 3–0   | výhra    |
| 2019 | Zóna Evropy a Afriky, baráž 1. skupiny | 9. února          | Zelená Hora, Polsko       | Švédsko       | 2–0   | výhra    |
| 2019 | Světová skupina II, baráž              | 20.–21. dubna     | Moskva, Rusko             | Itálie        | 4–0   | výhra    |

### 2020–2029
| Rok  | soutěž                                              | datum                                               | místo                                               | povrch                                              | soupeř                                              | skóre                                               | výsledek                                            |
| ---- | --------------------------------------------------- | --------------------------------------------------- | --------------------------------------------------- | --------------------------------------------------- | --------------------------------------------------- | --------------------------------------------------- | --------------------------------------------------- |
| 2021 | Kvalifikační kolo                                   | 7.–8. února 2020                                    | Kluž, Rumunsko                                      | tvrdý (h)                                           | Rumunsko                                            | 3–2                                                 | výhra                                               |
| 2021 | Finálový turnaj, základní skupina                   | 2. listopadu 2021                                   | Praha, Česko                                        | tvrdý (h)                                           | Kanada                                              | 3–0                                                 | výhra                                               |
| 2021 | Finálový turnaj, základní skupina                   | 3. listopadu 2021                                   | Praha, Česko                                        | tvrdý (h)                                           | Francie                                             | 2–1                                                 | výhra                                               |
| 2021 | Finálový turnaj, semifinále                         | 5. listopadu 2021                                   | Praha, Česko                                        | tvrdý (h)                                           | Spojené státy                                       | 2–1                                                 | výhra                                               |
| 2021 | Finálový turnaj, finále                             | 6. listopadu 2021                                   | Praha, Česko                                        | tvrdý (h)                                           | Švýcarsko                                           | 2–0                                                 | vítězství                                           |
| 2022 | vyloučení ze soutěže kvůli ruské invazi na Ukrajinu | vyloučení ze soutěže kvůli ruské invazi na Ukrajinu | vyloučení ze soutěže kvůli ruské invazi na Ukrajinu | vyloučení ze soutěže kvůli ruské invazi na Ukrajinu | vyloučení ze soutěže kvůli ruské invazi na Ukrajinu | vyloučení ze soutěže kvůli ruské invazi na Ukrajinu | vyloučení ze soutěže kvůli ruské invazi na Ukrajinu |
| 2023 | vyloučení ze soutěže kvůli ruské invazi na Ukrajinu | vyloučení ze soutěže kvůli ruské invazi na Ukrajinu | vyloučení ze soutěže kvůli ruské invazi na Ukrajinu | vyloučení ze soutěže kvůli ruské invazi na Ukrajinu | vyloučení ze soutěže kvůli ruské invazi na Ukrajinu | vyloučení ze soutěže kvůli ruské invazi na Ukrajinu | vyloučení ze soutěže kvůli ruské invazi na Ukrajinu |
| 2024 | vyloučení ze soutěže kvůli ruské invazi na Ukrajinu | vyloučení ze soutěže kvůli ruské invazi na Ukrajinu | vyloučení ze soutěže kvůli ruské invazi na Ukrajinu | vyloučení ze soutěže kvůli ruské invazi na Ukrajinu | vyloučení ze soutěže kvůli ruské invazi na Ukrajinu | vyloučení ze soutěže kvůli ruské invazi na Ukrajinu | vyloučení ze soutěže kvůli ruské invazi na Ukrajinu |

## Přehled finále: 12 (5–7)
| Výsledek  | Č. | Datum a místo konání                                                                 | Rusky | Soupeřky                                                                     | Skóre        | Zdroj  |
| --------- | -- | ------------------------------------------------------------------------------------ | --- | ---------------------------------------------------------------------------- | ------------ | ------ |
| Finalista | 1. | Pohár federace 1988 11. prosince 1988 Melbourne, Austrálie tvrdý, Flinders Park      | Larisa Savčenková Nataša Zverevová                                                                                | Československo                                                               | 1–2          | [ 20 ] |
| Finalista | 1. | Pohár federace 1988 11. prosince 1988 Melbourne, Austrálie tvrdý, Flinders Park      | Larisa Savčenková Nataša Zverevová                                                                                | Helena Suková Jana Novotná Jana Pospíšilová Radka Zrubáková                  | 1–2          | [ 20 ] |
| Finalista | 2. | Pohár federace 1990 21. července 1990 Atlanta, Spojené státy tvrdý, Peachtree W.O.T. | Leila Meschiová Nataša Zverevová Larisa Savčenková                                                                | Spojené státy                                                                | 1–2          | [ 21 ] |
| Finalista | 2. | Pohár federace 1990 21. července 1990 Atlanta, Spojené státy tvrdý, Peachtree W.O.T. | Leila Meschiová Nataša Zverevová Larisa Savčenková                                                                | Jennifer Capriatiová Zina Garrisonová Gigi Fernándezová                      | 1–2          | [ 21 ] |
| Finalista | 3. | Fed Cup 1999 18.–19. září 1999 Stanford, Spojené státy tvrdý, Taube Tennis Stadium   | Jelena Makarovová Jelena Lichovcevová Jelena Dementěvová                                                          | Spojené státy                                                                | 1–4          | [ 22 ] |
| Finalista | 3. | Fed Cup 1999 18.–19. září 1999 Stanford, Spojené státy tvrdý, Taube Tennis Stadium   | Jelena Makarovová Jelena Lichovcevová Jelena Dementěvová                                                          | Lindsay Davenportová Venus Williamsová Serena Williamsová                    | 1–4          | [ 22 ] |
| Finalista | 4. | Fed Cup 2001 11. listopadu 2001 Madrid, Španělsko antuka, Parque Juan Carlos I       | Jelena Lichovcevová Jelena Bovinová Jelena Dementěvová Naděžda Petrovová                                          | Belgie                                                                       | 1–2          | [ 23 ] |
| Finalista | 4. | Fed Cup 2001 11. listopadu 2001 Madrid, Španělsko antuka, Parque Juan Carlos I       | Jelena Lichovcevová Jelena Bovinová Jelena Dementěvová Naděžda Petrovová                                          | Laurence Courtoisová Els Callensová Justine Heninová Kim Clijstersová        | 1–2          | [ 23 ] |
| Vítěz     | 1. | Fed Cup 2004 27.–28. listopadu 2004 Moskva, Rusko koberec, Ledový palác Krylatskoje  | Anastasija Myskinová Věra Zvonarevová Světlana Kuzněcovová Jelena Lichovcevová                                    | Francie                                                                      | 3–2          | [ 24 ] |
| Vítěz     | 1. | Fed Cup 2004 27.–28. listopadu 2004 Moskva, Rusko koberec, Ledový palác Krylatskoje  | Anastasija Myskinová Věra Zvonarevová Světlana Kuzněcovová Jelena Lichovcevová                                    | Nathalie Dechyová Taťána Golovinová Émilie Loitová Marion Bartoliová         | 3–2          | [ 24 ] |
| Vítěz     | 2. | Fed Cup 2005 17.–18. září 2005 Paříž, Francie antuka, Stade Roland-Garros            | Jelena Dementěvová Anastasija Myskinová Dinara Safinová Věra Duševinová                                           | Francie                                                                      | 3–2          | [ 25 ] |
| Vítěz     | 2. | Fed Cup 2005 17.–18. září 2005 Paříž, Francie antuka, Stade Roland-Garros            | Jelena Dementěvová Anastasija Myskinová Dinara Safinová Věra Duševinová                                           | Amélie Mauresmová Mary Pierceová Nathalie Dechyová Taťána Golovinová         | 3–2          | [ 25 ] |
| Vítěz     | 3. | Fed Cup 2007 15.–16. září 2007 Moskva, Rusko tvrdý, Lužniki                          | Světlana Kuzněcovová Anna Čakvetadzeová Naděžda Petrovová Jelena Vesninová                                        | Itálie                                                                       | 4–0          | [ 26 ] |
| Vítěz     | 3. | Fed Cup 2007 15.–16. září 2007 Moskva, Rusko tvrdý, Lužniki                          | Světlana Kuzněcovová Anna Čakvetadzeová Naděžda Petrovová Jelena Vesninová                                        | Francesca Schiavoneová Mara Santangelová Roberta Vinciová Flavia Pennettaová | 4–0          | [ 26 ] |
| Vítěz     | 4. | Fed Cup 2008 13.–14. září 2008 Madrid, Španělsko antuka, Club de Campo               | Světlana Kuzněcovová Jekatěrina Makarovová Jelena Vesninová Věra Zvonarevová                                      | Španělsko                                                                    | 4–0          | [ 27 ] |
| Vítěz     | 4. | Fed Cup 2008 13.–14. září 2008 Madrid, Španělsko antuka, Club de Campo               | Světlana Kuzněcovová Jekatěrina Makarovová Jelena Vesninová Věra Zvonarevová                                      | Anabel Medinaová Carla Suárezová Nuria Llagosteraová Virginia Ruanová        | 4–0          | [ 27 ] |
| Finalista | 5. | Fed Cup 2011 5.–6. listopadu 2011 Moskva, Rusko tvrdý, Olympijský stadion            | Světlana Kuzněcovová Maria Kirilenková Anastasija Pavljučenkovová Jelena Vesninová                                | Česko                                                                        | 2–3          | [ 6 ]  |
| Finalista | 5. | Fed Cup 2011 5.–6. listopadu 2011 Moskva, Rusko tvrdý, Olympijský stadion            | Světlana Kuzněcovová Maria Kirilenková Anastasija Pavljučenkovová Jelena Vesninová                                | Petra Kvitová Lucie Šafářová Lucie Hradecká Květa Peschkeová                 | 2–3          | [ 6 ]  |
| Finalista | 6. | Fed Cup 2013 2.–3. listopadu 2013 Cagliari, Itálie antuka, Tennis Club Cagliari      | Alexandra Panovová Irina Chromačovová Alisa Klejbanovová Margarita Gasparjanová                                   | Itálie                                                                       | 0–4          | [ 28 ] |
| Finalista | 6. | Fed Cup 2013 2.–3. listopadu 2013 Cagliari, Itálie antuka, Tennis Club Cagliari      | Alexandra Panovová Irina Chromačovová Alisa Klejbanovová Margarita Gasparjanová                                   | Sara Erraniová Roberta Vinciová Karin Knappová Flavia Pennettaová            | 0–4          | [ 28 ] |
| Finalista | 7. | Fed Cup 2015 15.–16. listopadu 2015 Praha, Česko tvrdý, O2 arena                     | Maria Šarapovová Jekatěrina Makarovová Anastasija Pavljučenkovová Jelena Vesninová                                | Česko                                                                        | 2–3 (detail) | [ 15 ] |
| Finalista | 7. | Fed Cup 2015 15.–16. listopadu 2015 Praha, Česko tvrdý, O2 arena                     | Maria Šarapovová Jekatěrina Makarovová Anastasija Pavljučenkovová Jelena Vesninová                                | Petra Kvitová Lucie Šafářová Karolína Plíšková Barbora Strýcová              | 2–3 (detail) | [ 15 ] |
| Vítěz     | 5. | Billie Jean King Cup 2021 6. listopadu 2021 Praha, Česko tvrdý (hala), O2 arena      | Anastasija Pavljučenkovová Darja Kasatkinová Veronika Kuděrmetovová Jekatěrina Alexandrovová Ljudmila Samsonovová | Švýcarsko                                                                    | 0–2          | [ 29 ] |
| Vítěz     | 5. | Billie Jean King Cup 2021 6. listopadu 2021 Praha, Česko tvrdý (hala), O2 arena      | Anastasija Pavljučenkovová Darja Kasatkinová Veronika Kuděrmetovová Jekatěrina Alexandrovová Ljudmila Samsonovová | Belinda Bencicová Jil Teichmannová Viktorija Golubicová Stefanie Vögeleová   | 0–2          | [ 29 ] |

Vysvětlivky
1. ↑  V letech 1968–1991 reprezentovaly ruské tenistky Sovětský svaz a součástí týmu nebyly jen sovětské hráčky ruské národnosti.

## Přehled ročníků
| Pohár federace   |     |    |    |    |    |    |    |    |     |    |     |     |     |     |     |       |     |       |     |     |     |     |     |     |   |     |     |       |
| Světová skupina  | QF  | A  | A  | A  | A  | A  | A  | A  | 1R  | A  | SF  | SF  | QF  | QF  | QF  | 1R    | 2R  | 1R    | 1R  | 2R  | F   | QF  | F   | 2R  | A | A   | A   | 27–15 |
| Euroafrická zóna | NH  | NH | NH | NH | NH | NH | NH | NH | NH  | NH | NH  | NH  | NH  | NH  | NH  | NH    | NH  | NH    | NH  | NH  | NH  | NH  | NH  | NH  | A | PO  | SF  | 4–4   |
| Turnaj útěchy    | NH  | A  | A  | A  | A  | A  | NH | A  | 1R  | A  | NH  | A   | A   | A   | A   | vítěz | A   | vítěz | F   | A   | A   | A   | A   | A   | A | A   | NH  | 12–1  |
| výhry–prohry     | 2–1 | —  | —  | —  | —  | —  | —  | —  | 0–2 | —  | 3–1 | 3–1 | 2–1 | 2–1 | 2–1 | 5–1   | 1–1 | 5–1   | 4–2 | 1–1 | 4–1 | 2–1 | 4–1 | 1–1 | — | 3–2 | 1–2 | 43–20 |

| Ročník                  | 1995 | 1996 | 1997  | 1998  | 1999 | 2000       | 2001       | 2002       | 2003       | 2004       | 2005  | 2006  | 2007  | 2008  | 2009 | 2010 | 2011 | 2012 | 2013 | 2014  | 2015 | 2016   | 2017   | 2018   | 2019  | V–P   |
| ----------------------- | ---- | ---- | ----- | ----- | ---- | ---------- | ---------- | ---------- | ---------- | ---------- | ----- | ----- | ----- | ----- | ---- | ---- | ---- | ---- | ---- | ----- | ---- | ------ | ------ | ------ | ----- | ----- |
| Fed Cup                 |      |      |       |       |      |            |            |            |            |            |       |       |       |       |      |      |      |      |      |       |      |        |        |        |       |       |
| Světová skupina         | A    | A    | A     | A     | F    | 8.         | F          | 1R         | SF         | Vítěz      | Vítěz | 1R    | Vítěz | Vítěz | SF   | SF   | F    | SF   | F    | 1R    | F    | 1R     | A      | A      | A     | 34–15 |
| Baráž / Kvalifikace     | A    | A    | A     | vítěz | A    | NH         | vítěz      | vítěz      | A          | A          | A     | vítěz | A     | A     | A    | A    | A    | A    | A    | vítěz | A    | prohra | prohra | A      | A     | 5–2   |
| 2. světová skupina      | A    | A    | A     | vítěz | A    | nehrála se | nehrála se | nehrála se | nehrála se | nehrála se | A     | A     | A     | A     | A    | A    | A    | A    | A    | A     | A    | A      | vítěz  | prohra | A     | 2–1   |
| Baráž 2. světové sk.    | A    | A    | vítěz | A     | A    | nehrála se | nehrála se | nehrála se | nehrála se | nehrála se | A     | A     | A     | A     | A    | A    | A    | A    | A    | A     | A    | A      | A      | prohra | vítěz | 2–1   |
| 1. sk. euroafrické zóny | SF   | F    | vítěz | A     | A    | A          | A          | A          | A          | A          | A     | A     | A     | A     | A    | A    | A    | A    | A    | A     | A    | A      | A      | A      | vítěz | 12–4  |
| výhry–prohry            | 2–2  | 3–2  | 5–0   | 2–0   | 2–1  | 1–2        | 4–1        | 1–1        | 4–1        | 4–0        | 4–0   | 1–1   | 3–0   | 3–0   | 1–1  | 1–1  | 2–1  | 1–1  | 2–1  | 1–1   | 2–1  | 0–2    | 1–1    | 0–2    | 4–0   | 94–43 |
| Konečný žebříček        |      |      |       |       |      |            |            | 5.         | 6.         | .2.        | 1.    | 1.    | 1.    | 1.    | 2.   | 3.   | 3.   | 3.   | 3.   | 3.    | 2.   | 4.     | 8.     | 11.    | 7.    |       |

| Ročník                  | 2021  | 2022                                       | 2023                                       | 2024                                       | V–P   |
| ----------------------- | ----- | ------------------------------------------ | ------------------------------------------ | ------------------------------------------ | ----- |
| Billie Jean King Cup    |       |                                            |                                            |                                            |       |
| Finálový turnaj         | Vítěz | diskvalifikace po ruském napadení Ukrajiny | diskvalifikace po ruském napadení Ukrajiny | diskvalifikace po ruském napadení Ukrajiny | 4–0   |
| Kvalifikační kolo       | vítěz | diskvalifikace po ruském napadení Ukrajiny | diskvalifikace po ruském napadení Ukrajiny | diskvalifikace po ruském napadení Ukrajiny | 1–0   |
| 1. sk. euroafrické zóny | A     | diskvalifikace po ruském napadení Ukrajiny | diskvalifikace po ruském napadení Ukrajiny | diskvalifikace po ruském napadení Ukrajiny | 0–0   |
| výhry–prohry            | 5–0   | 0–0                                        | 0–0                                        | 0–0                                        | 99–43 |

| Legenda | Legenda                                   | Legenda | Legenda                     |
| ------- | ----------------------------------------- | ------- | --------------------------- |
| SR      | poměr vyhraných turnajů ku všem odehraným | W–L V–P | výhry–prohry                |
| NH      | daný rok se turnaj nekonal                | A       | turnaje se hráč nezúčastnil |
| 1Q / LQ | prohra v (kole) kvalifikace               | 1k / 1R | prohra v daném kole turnaje |
| QF / ČF | prohra ve čtvrtfinále                     | SF      | prohra v semifinále         |
| F       | prohra ve finále                          | Vítěz   | vítězství v turnaji         |

## Složení týmu
| Rok  | Členky týmu                | Členky týmu                | Členky týmu                | Členky týmu                |
| ---- | -------------------------- | -------------------------- | -------------------------- | -------------------------- |
| 2004 | Anastasija Myskinová       | Věra Zvonarevová           | Světlana Kuzněcovová       | Jelena Lichovcevová        |
| 2005 | Jelena Dementěvová         | Anastasia Myskinová        | Dinara Safinová            | Věra Duševinová            |
| 2005 | Jelena Bovinová            | —                          | —                          | —                          |
| 2006 | Naděžda Petrovová          | Jelena Dementěvová         | Maria Kirilenková          | Dinara Safinová            |
| 2006 | Anna Čakvetadzeová         | Jelena Vesninová           | Věra Duševinová            | —                          |
| 2007 | Světlana Kuzněcovová       | Naděžda Petrovová          | Anna Čakvetadzeová         | Jelena Vesninová           |
| 2007 | Alla Kudrjavcevová         | —                          | —                          | —                          |
| 2008 | Maria Šarapovová           | Anna Čakvetadzeová         | Dinara Safinová            | Jelena Vesninová           |
| 2008 | Světlana Kuzněcovová       | Věra Zvonarevová           | Jekatěrina Makarovová      | —                          |
| 2009 | Jelena Dementěvová         | Světlana Kuzněcovová       | Anna Čakvetadzeová         | Alisa Klejbanovová         |
| 2009 | Naděžda Petrovová          | Anastasija Pavljučenkovová | —                          | —                          |
| 2010 | Světlana Kuzněcovová       | Alisa Klejbanovová         | Věra Duševinová            | Anastasija Pavljučenkovová |
| 2010 | Jelena Dementěvová         | Jekatěrina Makarovová      | Alla Kudrjavcevová         | —                          |
| 2011 | Maria Šarapovová           | Světlana Kuzněcovová       | Anastasija Pavljučenkovová | Dinara Safinová            |
| 2011 | Věra Zvonarevová           | Jekatěrina Makarovová      | Maria Kirilenková          | Jelena Vesninová           |
| 2012 | Maria Šarapovová           | Světlana Kuzněcovová       | Naděžda Petrovová          | Jekatěrina Makarovová      |
| 2012 | Maria Kirilenková          | Anastasija Pavljučenkovová | Jelena Vesninová           | —                          |
| 2013 | Maria Kirilenková          | Jekatěrina Makarovová      | Jelena Vesninová           | Margarita Betovová         |
| 2013 | Anastasija Pavljučenkovová | Alexandra Panovová         | Alisa Klejbanovová         | Irina Chromačovová         |
| 2014 | Viktorija Kanová           | Irina Chromačovová         | Valerija Solovjovová       | Veronika Kuděrmetovová     |
| 2014 | Jekatěrina Makarovová      | Jelena Vesninová           | Darja Kasatkinová          | —                          |
| 2015 | Maria Šarapovová           | Světlana Kuzněcovová       | Anastasija Pavljučenkovová | Vitalija Ďjačenková        |
| 2015 | Jelena Vesninová           | Věra Zvonarevová           | Jekatěrina Makarovová      | —                          |
| 2016 | Maria Šarapovová           | Světlana Kuzněcovová       | Jekatěrina Makarovová      | Darja Kasatkinová          |
| 2016 | Margarita Betovová         | Jelena Vesninová           | Jelizaveta Kuličkovová     | —                          |
| 2017 | Jekatěrina Makarovová      | Natalja Vichljancevová     | Anna Blinkovová            | Anna Kalinská              |
| 2017 | Jelena Vesninová           | Anastasija Pavljučenkovová | Darja Kasatkinová          | —                          |
| 2018 | Natalja Vichljancevová     | Anna Kalinská              | Anastasija Potapovová      | Veronika Kuděrmetovová     |
| 2018 | Anastasija Pavljučenkovová | Jekatěrina Makarovová      | Jelena Vesninová           | —                          |
| 2019 | Darja Kasatkinová          | Anastasija Pavljučenkovová | Anastasija Potapovová      | Margarita Betovová         |
| 2019 | Natalja Vichljancevová     | Vlada Kovalová             | —                          | —                          |
| 2021 | Jekatěrina Alexandrovová   | Veronika Kuděrmetovová     | Anna Blinkovová            | Anna Kalinská              |
| 2021 | Anastasija Pavljučenkovová | Darja Kasatkinová          | Ljudmila Samsonovová       | —                          |